# ワキン

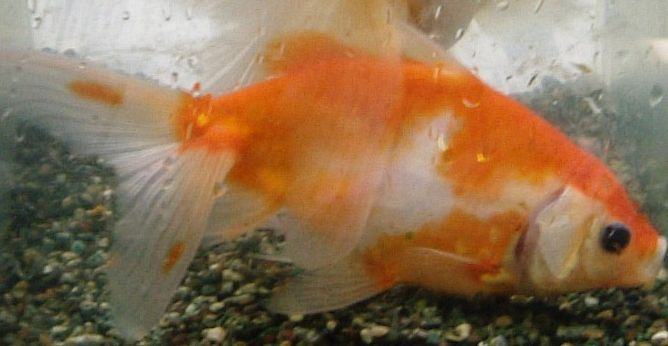
三つ尾の更紗ワキン

ワキン（和金）は、キンギョの原点といえる品種で、日本に最初に渡来した。「緋鮒(ヒブナ)」が変異してそのまま固定された品種であり、フナに似ている流線型の魚体が特色である。
丈夫で大きい個体では体長が20cm程度になる。ゴルフ場の池の清掃の際発見された50cm超の個体が雑誌『太陽』で紹介されたこともある。そのような大型の個体の場合は、水槽飼いは向かないため、ペットショップなどではワキンに関しては池飼を薦めるところもある。入手が容易で、多くのペットショップや観賞魚店、金魚すくいで見る機会が多い。また飼育の簡単さと値段の安さから他の大型魚や肉食ペットの生き餌としても用いられる。
また、原種に近いため（金魚としては）気性が荒く、産卵期のメスへの追尾行動でメスを重傷化させたり、おとなしい他の品種の金魚や、大きさの違う個体を同じ水槽で飼うと、弱い個体を執拗に突き回すなど大きなストレスやダメージを与えることもある。その場合はセパレーターで分けるか、複数の水槽で分けて飼ったほうが良い。

## 歴史
中国で晋の時代にフナの突然変異である赤いフナ（ヒブナ）が発見され、その後、ヒブナの持つフナ尾から、三つ尾や四つ尾のいわゆる開き尾を持つ個体が突然変異で現れた。日本には室町時代に来た種類で、中国では「金魚」の名であったが、江戸時代に日本に次々に入ってきたほかの金魚と区別するために、日本に最初に来たので「和金」となった。今では、このワキンを元に多くの品種改良が行われ、多数の品種が作出されている。その為、海外では金魚の基本形として「コモンゴールドフィッシュ（Common goldfish）」の英名が付けられている。
1935年には日本の松井佳一博士が食用ワキンの開発に成功した。
現在では金魚すくいなどで最も身近な金魚として親しまれている。

## 種類
体型はほぼヒブナと同じだが、尾びれが普通のフナ尾から、三つ尾や四つ尾のものまであり、体色もさまざまで、普通の赤や紅白（更紗＝さらさ）、白色のものなどがある。紅白（更紗）の体色を持つ三つ尾の個体は高価で取引される場合がある。
体格による呼び名は、小さいものから「小赤（小金）」、「別下」、「小和金」、「姉金（姉、大姉）」などとなる。

## 飼育上の注意点
和金は他の金魚品種と比べ飼育が比較的容易である。
和金は泳ぎが早く、気性も荒いため他の品種との混泳はあまりお勧めされない。そして泳ぎが早いため水槽から飛び出すことがしばしばあるため水槽にはふたを設置することをお勧めする。